# Bolzano Novarese
Bolzano Novarese – miejscowość i gmina we Włoszech, w regionie Piemont, w prowincji Novara.
Według danych na rok 2004 gminę zamieszkiwało 1040 osób, 346,7 os./km².